# Francis Meres
Francis Meres (Kirton, Lincolnshire, 1565 – 29 januari 1647) was een Engels antiquair, geestelijke, leraar en schrijver. Hij bezocht de Universiteit van Cambridge, waar hij een B.A. en M.A. behaalde in respectievelijk 1587 en 1591. In 1593 ontving hij ook een M.A. van de Universiteit van Oxford. In 1602 werd hij dominee in het dorp Wing in Rutland.
In 1598 publiceerde hij Palladis Tamia: Wits Treasury, een uitgebreide verzameling anekdotes, citaten, aforismen en morele commentaren over een veelheid van onderwerpen. Het werk was als zodanig niet bijzonder omdat er destijds meer van zulke geschriften verschenen. Niettemin is dit werk van groot belang gebleken vanwege een deel met de titel A Comparative Discourse of our English Poets with the Greeke, Latine and Italian Poets. Hierin beschrijft hij 80 Engelse dichters, van Geoffrey Chaucer tot aan schrijvers uit zijn eigen tijd en vergeleek die met bekende klassieke schrijvers. Met name het werk van William Shakespeare wordt uiterst lovend becommentarieerd. Verder is dit deel op literair-historisch gebied van belang omdat hij de titels vermeldt van 12 van Shakespeares stukken (mogelijk niet alle op dat moment bestaande werken) en daarmee een inzicht geeft in de volgorde waarin Shakespeares werken zouden zijn geschreven en hoe deze in zijn tijd werden ontvangen. Opmerkelijk is de vermelding van een stuk met de titel Love's Labour's Wonne, waarover verder geen bronnen bestaan. Mogelijk gaat het om een verloren gegaan werk, maar ook wordt wel gesuggereerd dat het zou gaan om een alternatieve titel van een wel bekend werk.
Meres' werk werd in 1634 opnieuw uitgegeven en gebruikt als schoolboek.